# Episodi di ABC Afterschool Specials (quarta stagione)
La quarta stagione della serie televisiva ABC Afterschool Specials è stata trasmessa in anteprima negli Stati Uniti d'America dalla ABC dall'8 ottobre 1975 al 19 maggio 1976.
In Italia la serie è inedita.
| nº | Titolo originale                           | Titolo italiano | Prima TV USA     | Prima TV Italia |
| -- | ------------------------------------------ | --------------- | ---------------- | --------------- |
| 1  | It Must Be Love ('Cause I Feel So Dumb!)   |                 | 8 ottobre 1975   |                 |
| 2  | Fawn Story                                 |                 | 22 ottobre 1975  |                 |
| 3  | The Shaman's Last Raid                     |                 | 19 novembre 1975 |                 |
| 4  | The Amazing Cosmic Awareness of Duffy Moon |                 | 4 febbraio 1976  |                 |
| 5  | Me & Dad's New Wife                        |                 | 18 febbraio 1976 |                 |
| 6  | Blind Sunday                               |                 | 21 aprile 1976   |                 |
| 7  | Dear Lovey Hart: I Am Desperate            |                 | 19 maggio 1976   |                 |